# Милий Еп
«Милий Еп» (рос. «Милый Еп») — білоруський художній фільм 1991 року режисера Олега Фоміна за однойменною повістю Геннадія Михасенка.

## Сюжет
Взявши за основу повість про життя старшокласників середини 1970-х, режисер переніс дію в сучасність, залишивши при цьому недоторканими тексти діалогів. Цей контраст справив несподіване враження.

## У ролях
- Михайло Палатник
- Інна Хрульова
- Ігор Юраш
- Олександр Стриженов
- Ірина Рябцева
- Олег Будрін
- Олексій Зуєв
- Олена Люкшинова
- Тетяна Кондукторова

## Творча група
- Сценарій: Геннадій Михасенко
- Режисер: Олег Фомін
- Оператор: Василь Сікачинський
- Композитор: Артемій Артем'єв